# Offensive de Tasil (2016)
Pour les articles homonymes, voir Offensive de Tasil.
Guerre civile syrienne
Batailles
L'offensive de Tasil de 2016 a lieu pendant la guerre civile syrienne. 

## Prélude
En 2014, un groupe rebelle, la Brigade des martyrs de Yarmouk intègre le Front du Sud, une grande alliance rassemblant plusieurs factions de l'Armée syrienne libre actives dans le gouvernorat de Deraa, au sud de la Syrie. Cependant la Brigade se radicalise progressivement et en 2015 elle est exclue du Front du Sud, accusée d'avoir secrètement prêtée allégeance à l'État islamique, ce qu'elle nie,. La guerre éclate alors entre d'un côté la Brigade des martyrs de Yarmouk et de l'autre le Front al-Nosra et l'Armée syrienne libre,,.

## Déroulement
Le 21 mars 2016, la Brigade des martyrs de Yarmouk attaque et prend d'assaut la petite ville de Tasil, à une dizaine de kilomètres de la frontière jordanienne et du plateau du Golan après des combats contre le Front al-Nosra et les rebelles. Abou Saleh al-Moussalima, le commandant d'al-Nosra pour le sud de la Syrie, est tué lors du combat,. Par cette prise, la Brigade des martyrs de Yarmouk fait sa jonction avec les zones contrôlée par le Harakat al-Muthanna et noue une alliance avec ce groupe,.
Début avril, les rebelles et le Front al-Nosra parviennent cependant à prendre les villages de Sheikh Saad, Tal Ashtra et Jellin. Puis, le soir du 8 avril, le Front du Sud, le Front al-Nosra et Ahrar al-Cham reprennent Tasil.

## Suites
Le 21 mai 2016, la Brigade des martyrs de Yarmouk, une partie du Harakat al-Muthanna et Jaych al-Jihad fusionnent et forment ensemble l'Armée Khalid ibn al-Walid, affiliée à l'État islamique.